# Articulación esternoclavicular
La articulación esternoclavicular, esternocostoclavicular o esternocondrocostoclavicular pone en contacto al esternón y al primer cartílago costal por un lado, con la clavícula por el otro. Entre las superficies articulares se interpone un disco articular, que se amolda a las mismas. Se trata de una articulación sinovial, del tipo encaje recíproco o en silla de montar (similar a la articulación trapeciometacarpiana), de movilidad reducida.

## Superficies articulares
Las superficies están cubiertas por cartílago hialino las cuales son:
- Esternón y primer cartílago costal: el esternón, en la escotadura clavicular superolateral del manubrio, presenta una superficie dirigida de medial a lateral y de arriba hacia abajo, de forma ovalada, con eje mayor transversal. El primer cartílago costal posee una pequeña superficie triangular, horizontal, situada en la parte medial y superior del mismo, que se continúa medialmente con la superficie esternal.
- Clavícula: su extremidad medial posee dos carillas para la articulación: una vertical, orientada en sentido medial y, por debajo de ella, una horizontal, que forma con la precedente un ángulo recto. La clavícula excede por arriba al borde superior del manubrio del esternón. El ángulo diedro saliente de la clavícula se apoya sobre el ángulo diedro entrante esternocondral.
- Disco articular: en forma de lente cóncavo-convexa, más espeso en la periferia que en el centro, donde puede estar perforado a veces. Se encuentra fijado a la cápsula anterior y posteriormente. En su parte superior se fija a la clavícula, y en su parte inferior al primer cartílago costal.

## Medios de unión
La cápsula articular, es muy fibrosa y se inserta alrededor de las superficies articulares, juntando los huesos entre sí. Es bastante delgada y laxa. 
Los ligamentos son:
- El ligamento esternoclavicular anterior.
- El ligamento esternoclavicular posterior.
- El ligamento interclavicular.
- El ligamento condrocostoclavicular, el más potente de todos.

Por otro lado consta de un menisco articular grueso y compacto que divide la articulación en dos partes e impide el movimiento medial de la clavícula. El menisco está compuesto de dos partes: 
- La porción esternoclavicular tiene una inserción extendida sobre la porción dorsocraneal del borde medial de la clavícula, es vertical, gruesa (3-5 mm) y de aspecto fibroso.
- La porción costoclavicular es más fina y translúcida; está compuesta por fibrocartílago para oponerse a la compresión.

## Sinovial
Debido a la presencia del disco articular, la cavidad articular se encuentra dividida en dos partes: cavidad sinovial clavicular y cavidad sinovial esternal, siendo la primera algo más amplia que la segunda.

## Movimientos
Esta articulación se mueve siguiendo 2 ejes en el espacio:
- Eje X, anteroposterior y algo oblicuo hacia delante y hacia fuera, corresponde a los movimientos de la clavícula en el plano frontal. Cuando el extremo externo de la clavícula se eleva, su extremo interno resbala hacia abajo y hacia fuera . El movimiento está limitado por la tensión del ligamento costoclavicular y por el tono del músculo subclavio. Por otro lado, cuando la clavícula desciende, se eleva su extremo interno. Este movimiento está limitado po la tensión del ligamento interclavicular o superior y por el contacto de la clavícula con la cara superior de la primera costilla.

- Eje Y, en un plano vertical, oblicuo hacia abajo y hacia fuera, pasa por la parte media del ligamento costoclavicular. Los movimientos de anteposición está limitada por la tensión del ligamento costoclavicular y por la del ligamento anterior. Por el contrario, la retroposición está limitada por la tensión del ligamento costoclavicular y por la del ligamento posterior.

En esta articulación además existe un tercer movimiento: el movimiento de rotación axial de la clavícula, de 30° de amplitud. Solo es posible gracias a la holgura mecánica de la articulación, debida a la laxitud de los ligamentos. Pero es más probable que, la esternoclavicular produzca una rotación conjunta en el curso de la rotación alrededor de dos ejes. Esto se confirma por el hecho de que, en la práctica esta rotación nunca aparece aisladamente fuera de un movimiento de elevación-retroposición o de descenso-anteposición.